# Mirza Abaïev
Mirza Abaïev (mort en 1994) est un nationaliste ossète qui  a participé à la guerre d'Ossétie du Sud et à la guerre du Haut-Karabakh,.

## Biographie
Il est arrivé de Russie en Artsakh en 1992. Avant cela, il a participé à la guerre osso-géorgienne. En Artsakh, il combat dans le régiment de Marche de Monte Melkonian, puis dirige l'escouade de la milice et combat jusqu'à la fin de la guerre.
Mirza Abayev et son équipe ont participé aux zones les plus difficiles du front. En 1993, le bataillon sous le commandement d'Abayev a vaincu les combattants azerbaïdjanais à Fizul, ainsi une partie de Fizul est passée sous le contrôle des Arméniens.
Plus tard, il commence à diriger un groupe de soldats ossètes et reste le chef de ce groupe jusqu'à sa mort. Il participe à de nombreuses batailles importantes avec son équipe. Il participe à l'occupation de Fuzuli en 1993.
Mirza Abayev et son équipe se trouvaient dans les parties les plus difficiles du front. En 1993, le bataillon d'Abaev vainc les Azerbaïdjanais près de Fizuli, et la ville et ses environs passent aux Arméniens. En 1994, le commandant Mirza Abaev meurt dans les batailles de Jabrail.